# Team Envy
Team Envy foi uma franquia americana de esportes eletrônicos com sede em Dallas, Texas, de propriedade da Envy Gaming. Fundada em 2007 como uma equipe profissional de Call of Duty sob o nome de Team EnVyUs, eles colocaram em campo elencos de diversos jogos, entre eles o Counter-Strike. Após a fusão entre a Envy Gaming e a OpTic Gaming, a Envy Gaming aposentou a marca Team Envy em junho de 2022, mudando tudo para o nome da OpTic Gaming.

## História

### Counter-Strike
A Team Envy entrou oficialmente na cena de Counter-Strike, sua primeira aventura nos esportes eletrônicos de computador, em 2 de fevereiro de 2015, após adquirir o elenco francês de Counter-Strike: Global Offensive (CS:GO) da Team LDLC liderado pelo capitão Vincent "Happy" Schopenhauer.
Em março de 2015, a Envy terminou em 3–4º em sua primeira aparição em um Campeonato Major, o ESL One Katowice 2015, depois de perder para a Ninjas in Pyjamas por 0–2 nas semifinais. Pouco depois, em março, a equipe conquistou seu primeiro campeonato no Gfinity Spring Masters. Em 21 de junho de 2015, eles negociaram Richard "shox" Papillon e Edouard "SmithZz" Dubourdeaux para o time da Titan em troca de Kenny "kennyS" Schrub e Dan "apEX" Madesclaire. Com o novo elenco, eles terminaram como vice-campeões no Major do ESL One Cologne 2015, antes de finalmente vencer seu primeiro Campeonato Major no DreamHack Open Cluj-Napoca 2015 após derrotar a Natus Vincere por 2–0 nas grandes finais. Após os ataques terroristas de novembro de 2015 em Paris, a Envy retirou-se do IEM Season X San Jose devido a preocupações com a segurança nas viagens. A equipe terminou a temporada de 2015 garantindo 7 campeonatos e 11 participações em finais.
Em março de 2016, após terminar em 11–12º lugar no IEM Katowice 2016, a Envy dispensou Fabien "kioShiMa" Fiey devido a problemas de comunicação e Timothée "DEVIL" Démolon da LDLC White o substituiu na equipe titular. No entanto, a mudança não teve sucesso e, em outubro de 2016, Démolon foi dispensado com Christophe "SIXER" Xia substituindo-o. Em 15 de janeiro de 2017, a equipe venceu o WESG 2016, garantindo US$ 800.000 como parte da maior premiação de CS:GO na época.
Em fevereiro de 2017, Kenny "kennyS" Schrub, Dan "apEX" Madesclaire e Nathan "NBK" Schmitt partiram para a G2 Esports, com Adil "ScreaM" Benrlitom, Cédric "RpK" Guipouy e Alexandre "xms" Forté entrando em seus lugares.

Em 20 de junho de 2018, a Team Envy anunciou que havia saído do cenário de esporte eletrônico de Counter-Strike após dispensar todo seu elenco de CS:GO. Em 27 de setembro de 2018, eles anunciaram uma nova equipe norte-americana, contratando jogadores recém-saídos da Splyce. A Team Envy desfez novamente sua divisão de CS:GO em 11 de janeiro de 2021.